# 黄鸣驹
黄鸣驹（1895年—1990年），男，江苏扬州人，中国毒物分析化学家、药学教育家，曾任中国人民解放军第二军医大学药学系主任、教授，药典委员会委员。

## 家庭
兄黄胜白（黄鸣鹄），弟黄鸣龙。